# Rafał Bernacki (piłkarz ręczny)
Rafał Bernacki (ur. 11 września 1972 w Jaśle) – polski piłkarz ręczny grający na pozycji bramkarza, reprezentant Polski.
Jest wychowankiem Olimpii Jasło. Występował w Hutniku Kraków, z którego przeszedł do Iskry Kielce. Zaliczył także sezon w grającym w Bundeslidze TSV Bayer Dormagen, z którego wrócił do Vive Kielce. Z kieleckim klubem zdobył 3 tytuły Mistrza Polski, 1 srebro i 3 razy brąz oraz czterokrotnie triumfował w Pucharze Polski. Dwukrotnie występował w Lidze Mistrzów. W Reprezentacji Polski zadebiutował w wieku 20 lat. Zagrał w niej 150 meczów. Na Mistrzostwach Świata w Portugalii w 2003 roku zajął 10 miejsce.
Po sezonie 2005/2006 zakończył karierę zawodniczą i podjął się szkolenia młodzieży. W 2007 roku, po namowach Vive Kielce wrócił znów do zespołu, w którym grał przez następny sezon.
Pracował także jako trener bramkarzy w pierwszoligowym BKS Stalprodukt Bochnia.
Żonaty z Anetą, ma dwoje dzieci: Krzysztofa i Paulinę.

## Kariera zawodnicza
- Olimpia Jasło
- Hutnik Kraków
- Iskra Kielce
- TSV Bayer Dormagen
- Vive Kielce

## Sukcesy
- Mistrzostwo Polski: 1998, 1999, 2003
- Wicemistrzostwo Polski: 2004
- Brązowy medal Mistrzostw Polski: 1997, 2001, 2005
- Puchar Polski: 2000, 2003, 2004, 2006